# Магомедов, Ариф Рамазанович
Ариф Рамазанович Магомедов (род. 4 августа 1992, Кизляр, Дагестан, Россия) — российский боксёр-профессионал выступающий в средней весовой категории. Обладал титулами чемпиона по версиям WBO Asia Pacific (2014), WBO Youth (2014—2015), WBA Inter-Continental (2014—2015) и WBO NABO (2015—2016) в среднем весе.

## Биография
Родился 4 августа 1992 года в Кизляре, Республика Дагестан (Россия). Аварец по национальности.

### Профессиональная карьера
Профессиональную боксёрскую карьеру Ариф начал 24 января 2013 года победив раздельным решением судей российского боксёра Руслана Сиражева.
9 августа 2014 года состоялся бой Арифа Магомедова с британским боксёром Патриком Менди за вакантный титул WBA Inter-Continental. Бой завершился победой Арифа единогласным решением судей со счетом 118—107, 120—105 и 119—106.
21 мая 2016 года Ариф Магомедов потерпел первое поражение в карьере, уступив единогласным решением судей 30-летнему американскому боксёром Эндрю Эрнандесу, бой был за вакантный титул чемпиона США по версии WBC (USNBC). Поединок продлился все отведенные 10 раундов, и Эрнандес победил разгромным решением, при этом отправив Магомедова в нокдаун в 10-м раунде, счёт судей: 100-89, 100-89, 98-91.

## Достижения

### Титулы

#### Профессиональные региональные
- 2013 Чемпион России
- 2013 Чемпион по версии UBO Inter-Continental
- 2014 Чемпион по версии WBA Fedelatin
- 2014-2015 Чемпион по версии WBA Inter-Continental
- 2014 Чемпион по версии WBO Asia Pacific
- 2015-2016 Чемпион по версии WBO NABO

#### Профессиональные мировые
- 2014-2015 Чемпион мира среди молодежи до 24 лет по версии WBO Youth

## Личная жизнь

### Семья
Женат.

## Статистика профессиональных боёв
В таблице перечислены результаты всех поединков боксёров.
В каждой строке указан результат поединка. Дополнительно номер поединка обозначен цветом, который обозначает итог поединка. Расшифровка обозначений и цветов представлена в нижеследующей таблице.
| Пример | Расшифровка                     |
| ------ | ------------------------------- |
|        | Победа                          |
|        | Ничья                           |
|        | Поражение                       |
|        | Планируемый поединок            |
|        | Поединок признан несостоявшимся |
| КО     | Нокаут                          |
| ТКО    | Технический нокаут              |
| PTS    | Решение судей (по очкам)        |
| UD     | Единогласное решение судей      |
| MD     | Решение большинства судей       |
| SD     | Раздельное решение судей        |
| RTD    | Отказ от продолжения боя        |
| DQ     | Дисквалификация                 |
| NC     | Поединок признан несостоявшимся |

| 21 | 27 мая 2018     | Лаша Гургулиани (14-6)        | Event-Hall, Солнечный, Россия                             | UD (8)           | Счёт: 72-80, 72-80, 72-80.                                                                                  |
| 20 | 17 июня 2017    | Луис Ариас (17-0)             | Mandalay Bay Events Center, Лас-Вегас, Невада, США        | TKO 5 (10), 1:16 | Бой за титул USBA в среднем весе.                                                                           |
| 19 | 25 ноября 2016  | Крисс Херманн (21-10-1)       | Korston Club , Москва, Россия                             | TKO2 (10)        | |
| 18 | 21 мая 2016     | Эндрю Эрнандес (11-4-1)       | Downtown Las Vegas Event Center, Лас-Вегас, Невада, США   | UD (10)          | Бой за вакантный титул WBC United States (USNBC) в среднем весе. Счёт: 89-100, 89-100, 91-98.               |
| 17 | 12 декабря 2015 | Джонатан Тавира (13-3-0)      | Civic Auditorium, Glendale, Лос-Анджелес, Калифорния, США | KO7 (10)         | |
| 16 | 17 июля 2015    | Деррик Вебстер (19-0-0)       | Sands Bethlehem Event Center, Бетлехем, Пенсильвания, США | UD (10)          | Завоевал вакантный титул чемпиона по версии WBO NABO в среднем весе.                                        |
| 15 | 22 мая 2015     | Дарнелл Бун (21-21-4)         | The D Hotel & Casino, Лас-Вегас, Невада, США              | TKO1 (10)        | |
| 14 | 2 апреля 2015   | Деррик Финдли (21-14-1)       | The Hangar, Costa Mesa, Лос-Анджелес, Калифорния, США     | UD (8)           | |
| 13 | 24 октября 2014 | Майкл Зерафа (15-0-0)         | ДС «Лужники», Москва, Россия                              | UD (10)          | Завоевал вакантные чемпионские титулы WBO Youth и WBO Asia Pacific в среднем весе.                          |
| 12 | 9 августа 2014  | Патрик Менди (21-14-1)        | Open-Air Bike Show, Севастополь, Крым, Россия             | UD (12)          | Завоевал вакантный чемпионский титул WBA Inter-Continental в среднем весе. Счет: 118-107, 120-105 и 119-106 |
| 11 | 25 апреля 2014  | Алекс Теран (16-0-0)          | Dynamo Palace of Sports in Krylatskoye, Москва, Россия    | RTD3 (10)        | Завоевал чемпионский титул WBA Fedelatin в среднем весе.                                                    |
| 10 | 23 марта 2014   | Славиша Семеунович (12-6-0)   | Sports Palace "Znamya", Ногинск, Россия                   | TKO1 (10)        | |
| 9  | 1 марта 2014    | Володимир Боровский (21-55-2) | Pervomayskoye, Москва, Россия                             | UD (10)          | |
| 8  | 16 ноября 2013  | Томас Машали (9-1-1)          | Ivanhoe Country Club, Подольск, Россия                    | KO2 (12)         | Завоевал титул UBO InterContinental в среднем весе.                                                         |
| 7  | 19 октября 2013 | Марат Хузеев (20-6-1)         | Culture Palace, Moskovsky, Москва, Россия                 | KO1 (10)         | Завоевал вакантный титул Чемпиона России в среднем весе.                                                    |
| 6  | 24 августа 2013 | Карен Аветисян (7-5-1)        | Open Air Bike Show, Волгоград, Россия                     | UD (8)           | |
| 5  | 17 мая 2013     | Сегундо Эррера (4-22-2)       | Crocus City Hall, Мякинино, Россия                        | KO3 (6)          | |
| 4  | 20 апреля 2013  | Андрей Корженевский (1-13-1)  | Sport Service, Подольск, Россия                           | KO2 (8)          | |
| 3  | 8 марта 2013    | Андрей Поляков (0-1-0)        | Krylia Sovetov, Москва, Россия                            | TKO2 (6)         | |
| 2  | 24 февраля 2013 | Сергей Сергеев (3-7-0)        | Sport Service, Подольск, Россия                           | RTD3 (6)         | |
| 1  | 24 января 2013  | Руслан Сиражев (дебют)        | Vodoley, Екатеринбург, Россия                             | SD (4)           | |

## Ариф Магомедов в социальных сетях
- Ариф Магомедов на сайте Instagram
- Официальная страница Арифа Магомедова в социальной сети Facebook
- Страница Арифа Магомедова в социальной сети «ВКонтакте»